# Göran Kropp

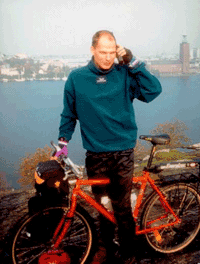
Göran Kropp, Oktober 1995

Göran Kropp (* 11. Dezember 1966 in Eskilstuna; † 30. September 2002 bei Vantage, Washington (USA)) war ein schwedischer Extrembergsteiger.

## Leben
Bekannt wurde Kropp 1996 durch seine Reise mit dem Fahrrad von Stockholm nach Nepal in den Himalaya und der anschließenden Besteigung des Mount Everest (8848 m) ohne jede fremde Hilfe und ohne zusätzlichen Sauerstoff. Im Gegensatz zu anderen Extrembergsteigern hatte Göran Kropp seine gesamte Bergausrüstung mit dem Fahrrad und Einspuranhänger selbst transportiert (73 kg) und auch ohne die Hilfe von Trägern in die Hochlager transportiert. So war er unabhängig von fremder Logistik. Kropp schrieb ein Buch über diese Expedition.
Als er sich am 10. Mai 1996 am Everest befand, half er einigen in Bergnot geratenen Bergsteigern, die sich zwei kommerziellen Expeditionen angeschlossen hatten und den Abstieg ins vorgeschobene Basislager aufgrund von Überanstrengung und einem Wettersturz nicht mehr geschafft hatten. An diesem und am Folgetag starben acht Bergsteiger, darunter auch die Expeditionsleiter Rob Hall und Scott Fischer. Es war das bisher größte Unglück infolge einer mangelhaft organisierten kommerziellen Expedition. 
Am 23. Mai 1996 bestieg Kropp den Mount Everest in einem zweiten Versuch, was ihn wegen der großen Anstrengungen fast das Leben kostete. Im Anschluss an die Besteigung fuhr er per Fahrrad nach Schweden zurück. 1999 bestieg er, diesmal zusammen mit seiner Lebensgefährtin Renata Chlumska, den Mount Everest erneut.
In seiner Autobiografie verwechselte Kropp den Expeditionsteilnehmer Mike Burns mit dem Leiter der 1996 Everest-Expedition Michael Trueman, wodurch dieser falsch charakterisiert wurde und den Verlag wegen Verleumdung verklagte. Das Buch darf deswegen im Vereinigten Königreich nicht mehr vertrieben werden.
Nach seiner Everest-Besteigung 1996 setzte sich Kropp das Ziel, ohne fremde Hilfe mit einem Segelboot in die Antarktis zu segeln und weiter an den Südpol zu marschieren.Quelle fehlt 
Anfang 2000 versuchten Kropp und sein schwedischer Landsmann Ola Skinnarmo auf Ski den Nordpol zu erreichen. Im Verlauf ihrer Expedition erschoss Kropp einen Eisbären, der sie verfolgt hatte. Der Sensationsjournalist Jan Guillou beschuldigte Kropp daraufhin der Wilderei. Kropp scheiterte mit einer Verleumdungsklage dagegen und wanderte aus nach Seattle.
Am 30. September 2002 erlag Göran Kropp seinen tödlichen Kopfverletzungen nach einem 20-Meter-Sturz während des Aufstieges über die „Air Guitar“-Kletterroute in Vantage, Bundesstaat Washington. Bei seinem Sturz löste sich die Sicherung aus einem Riss und der Karabiner der darunter liegenden Sicherung brach. Laut seinem Sicherungspartner Erden Eruç ist Göran beim Aufschlag auf dem Felsen gestorben.

## Erfolge

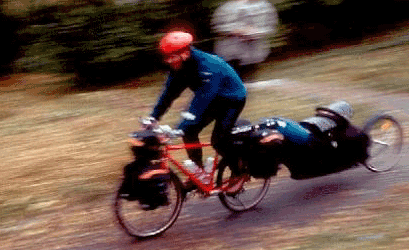
Kropp beim Verlassen Stockholms im Oktober 1995 in Richtung Mount Everest

- 1972 Galdhøpiggen, 2469 moh (Höhe über dem Meeresspiegel, höchster Berg Norwegens)
- 1988 Pik Lenin, 7134 m
- 1990 Muztagh Tower, 7273 m
- 1992 Cho Oyu, 8188 m
- 1993 K2, 8611 m   (Erster Schwede überhaupt)
- 1994 Broad Peak, 8051 m
- 1996 und 1999 Mount Everest, 8848 m
- 1997 Shishapangma, 8027 m

## Werke
- Göran Kropp, David Lagercrantz: Allein auf dem Everest. Goldmann, München 1998, ISBN 3-442-15019-1.